# Großvargula
Grossvargula est une commune allemande de l'arrondissement d'Unstrut-Hainich, Land de Thuringe.

## Géographie
Großvargula se situe sur l'Unstrut.
| Klettstedt      | Urleben     | Bad Tennstedt |
| Bad Langensalza | Großvargula | Herbsleben    |
| Tonna           | Döllstädt   |               |

## Histoire
Großvargula est mentionné pour la première fois en 758 sous le nom de Varila. Le château-fort dans la boucle de l'Unstrut est mentionné en 1281 ; le château moderne est bâti en 1727. 
Cette terre et son château tirent leur nom des barons Schenk von Vargula. Cette lignée, qui s'est éteinte vers le milieu du XIVe siècle, avait vendu le château en 1323 à l'abbaye de Fulda, et le village en 1340 aux chevaliers teutoniques. L'Ordre teutonique revendit en 1385 Großvargula à la ville libre d'Erfurt, qui y délégua un bailli en 1403. Ce bailliage de Vargula, exclave d'Erfurt, ne comprenait encore que Großvargula. La terre était vassale du duché de Saxe et dépendait, par intermittence, du bailliage saxon de Langensalza. Lorsque la ville d'Erfurt perdit son indépendance en 1664, Großvargula fut annexée à l'évêché d'Erfurt de l’Électorat de Mayence. 
Après le recès de la Diète d'Empire de 1803, l'évêché d'Erfurt disparut et Großvargula fut annexée à la Prusse, avant de passer sous occupation française en 1806 et d'être rattachée à la Principauté d'Erfurt. Elle revint à la Prusse au terme du traité de Vienne et fut rattachée en 1816 à l'arrondissement de Langensalza (de) de la province de Saxe, situation qui allait perdurer jusqu'à l'invasion de 1944.

## Curiosités touristiques

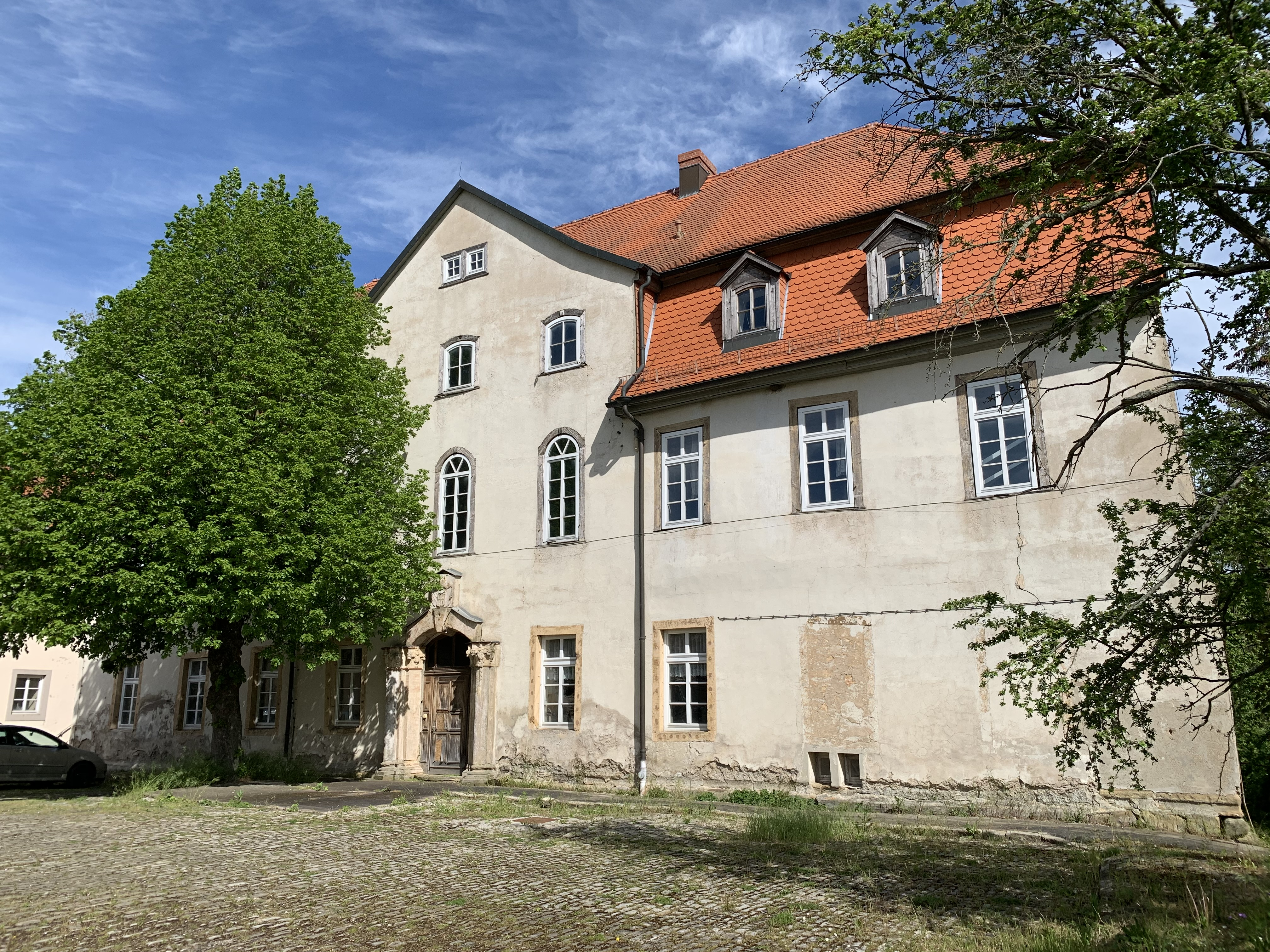
Le château de Gross-Vargula.

- L'église Saint-Jacques (1434), convertie en temple protestant après la Réforme.
- Le château baroque (1727), construit à l'emplacement du château fort, enceint de fossés, est l'oeuvre de l'architecte G.-H. Krohne.

## Personnalités liées à la commune
- Ernst Gottfried Baldinger (1738-1804), médecin
- Friedrich Wilhelm Ritschl (1806-1876), philologue
- Albert Arnstadt (1862-1947), homme politique